# Pabstia
Pabstia é um género botânico pertencente à família das orquídeas (Orchidaceae), endêmico do Brasil. Foi proposto por Garay, em Bradea, Boletim do Herbarium Bradeanum 1: 306, em 1973. A espécie tipo é a Pabstia viridis (Lindley) Garay, antes Maxillaria viridis Lindley. O nome do gênero é uma homenagem a Guido F. J. Pabst, estudioso Brasileiro de orquídeas.

## Distribuição
É composto por cinco espécies exclusivamente Brasileiras, epífitas, de crescimento cespitoso, que habitam as áreas mais úmidas, musgosas e sombrias da Mata Atlântica.

## Descrição
Este gênero vegetativamente é muito parecido com o Zigopetalum crinitum, do qual pode ser diferenciado pela espessuras das raízes, muito mais finas.
Apresentam rizoma curto, pseudobulbos elípticos ou ovóides, comprimidos dos lados, às vezes quase escondidos pelas Baínhas das folhas laterais, com até quatro folhas apicais grandes, herbáceas e multinervadas, de base acanoada, lineares até lanceoladas, lisas, não plicadas. A inflorescência emerge das axilas das Baínhas basais, é racemosa, ereta, mais curta que as folhas, com até quatro flores grandes e ornamentais.
As flores apresentam sépalas quase iguais, mais ou menos planas, as laterais um pouco assimétricas na base, unidas formando um mento com ao pé da coluna. As pétalas tem formato parecido ao das sépalas mas podem ser de cor ou padrão completamente diferente. O labelo não se move devido à inserção no mento formado pelas sépalas e pé da coluna, é projetado para frente, mais curto que as sépalas, apresenta ungüículo estreito e longo, depois alargado em grande lâmina trilobada, de belas cores contrastantes. A coluna é arcada, de base espessa e sem asas, mas com aurículas inflexas. antera terminal com dois pares de polínias cerosas.

## Espécies
1. Pabstia jugosa (Lindl.) Garay, Bradea 1: 307 (1973).
2. Pabstia modestior (Rchb.f.) Garay, Bradea 1: 307 (1973).
3. Pabstia placanthera (Hook.) Garay, Bradea 1: 307 (1973).
4. Pabstia schunkiana V.P.Castro, Orquidário 7: 14 (1993).
5. Pabstia viridis (Lindl.) Garay, Bradea 1: 308 (1973).